# 2008年苏拉威西岛地震
2008年苏拉威西岛地震是指2008年11月17日发生于印度尼西亚苏拉威西岛近海的强烈地震。该次地震震中位于北纬1.271度、东经112.091度，震级为MW 7.4级、Ms 7.1级，震源深度约为30千米，最大烈度为7(VII)度。该次地震共造成4人遇难、59人受伤，已被美国地质调查局列入2008年显著地震列表中。

## 构造机制
巽他板块是一个位于亚洲东南部的板块，巽他板块的东面、南面和西面边界均有复杂构造和活跃地壳活动，而北面的边界相对较为平静。苏拉威西岛位于澳大利亚板块、太平洋板块、菲律宾板块和巽他板块之间相互作用的复杂地带，因此发育了许多小型的微板块。根据美国地质调查局的分析，2008年苏拉威西岛地震是一次逆断层事件。

## 震害情况
受2008年苏拉威西岛地震影响，共有4人遇难、59人受伤。其中，3名遇难者位于中苏拉威西省布奥勒，另一名遇难者位于哥伦打洛省。除造成人员伤亡外，本次地震至少造成700栋房屋受损，其中有小部分建筑坍塌。